# 施爾志
施爾志（？—？），號荊塗，浙江嘉兴府嘉興縣人，明朝政治人物。

## 生平
萬曆四年（1576年）丙子科浙江鄉試舉人。萬曆二十年（1592年），登壬辰科三甲一百四十六名進士，工部觀政，二十一年二月授南直隶太平府推官，二十六年升刑部山东司主事，二十八年五月与中书舍人柴大履往广西考试。二十九年丁憂，三十一年復除添注工部主事，三十五年二月升都水司郎中，管张秋河道，管河西务，三十八年三月升山东漕储道副使兼右参议，四十年三月加升右参政，照旧管事，四十三年三月加升湖广按察使銜，照旧管事，四十四年官至雲南右布政使，天啓元年（1621年）二月升本省左布政使，二年拾遺考察。

## 家族
曾祖施玉；祖父施容；父施乾，學正。